# Musixmatch
Musixmatch ist eine Applikation für Mobilgeräte sowie für mehrere Programme am PC und Website. Sie bietet über 10 Millionen Liedtexte in über 100 Sprachen, kann Musik abspielen und – ähnlich wie Shazam – Lieder erkennen. Auf Mobilgeräten durchsucht die App alle Lieder in der Bibliothek des Gerätes und findet die entsprechenden Texte. Weiterhin sind die Liedtexte der Plattform bei diversen Musikstreaminganbietern abrufbar.

## Geschichte
Das Unternehmen Musixmatch wurde im Januar 2010 in Bologna, Italien von Massimo Ciociola gegründet. Im Juli desselben Jahres erschien die erste Version der Applikation. Inzwischen hat Musixmatch über 100 Angestellte und ein Investitionsfunding von 16,8 Mio. US-Dollar erhalten.
Musixmatch hat außerdem Verträge mit EMI Group, Warner/Chappell Music, Universal Music Publishing, Sony Music Publishing, Peermusic, BMG, Harry Fox Agency und National Music Publishers Association. Insgesamt veröffentlichen über 500.000 Künstler über die Plattform ihre Liedtexte.
2015 hat Musixmatch mit Spotify kooperiert und die Software direkt in Spotify integriert. Ende Juni 2020 wurde die Integration in Spotify wieder eingeführt. Zudem sind die Liedtexte von Musixmatch unter anderem über Apple Music, Tidal, Amazon Prime Music, Instagram und Vevo abrufbar.